# 德戈尼亞 (伊利諾伊州)
德戈尼亞（英語：Degognia）是位於美國伊利諾伊州傑克遜縣的一個非建制地區。該地的面積和人口皆未知。

## 地理
德戈尼亞的座標為37°51′40″N 89°37′49″W / 37.86111°N 89.63028°W，而該地的平均海拔高度為215米（即705英尺）。